# Тюлька великоока
Тюлька великоока, або південнокаспійська (Clupeonella grimmi) — риба родини оселедцевих (Clupeidae). Поширена в Каспійському морі в його центральній і південній частинах. Солонуватоводна пелагічна риба, що сягає 14,5 см довжиною. Живе на глибинах до 32 м.